# ساسينيري
ساسينيري (بالإنجليزية: Sasseneire)‏ هو أحد جبال سلسلة جبال الألب بينيني ويقع في كانتون فاليز في سويسرا. يحتل المرتبة رقم 110 في قائمة جبال سويسرا من حيث الارتفاع، إذ يبلغ ارتفاعه حوالي 3254 متر، بينما يبلغ ارتفاع نتوء الجبل 386 متر، هذا وقد سجل أول وصول لقمة الجبل عام 1835.